# Station Achnasheen
Station Achnasheen (Engels: Achnasheen railway station) is het spoorwegstation van de Schotse plaats Achnasheen. Het station ligt aan de Kyle of Lochalsh Line en is geopend in 1870.

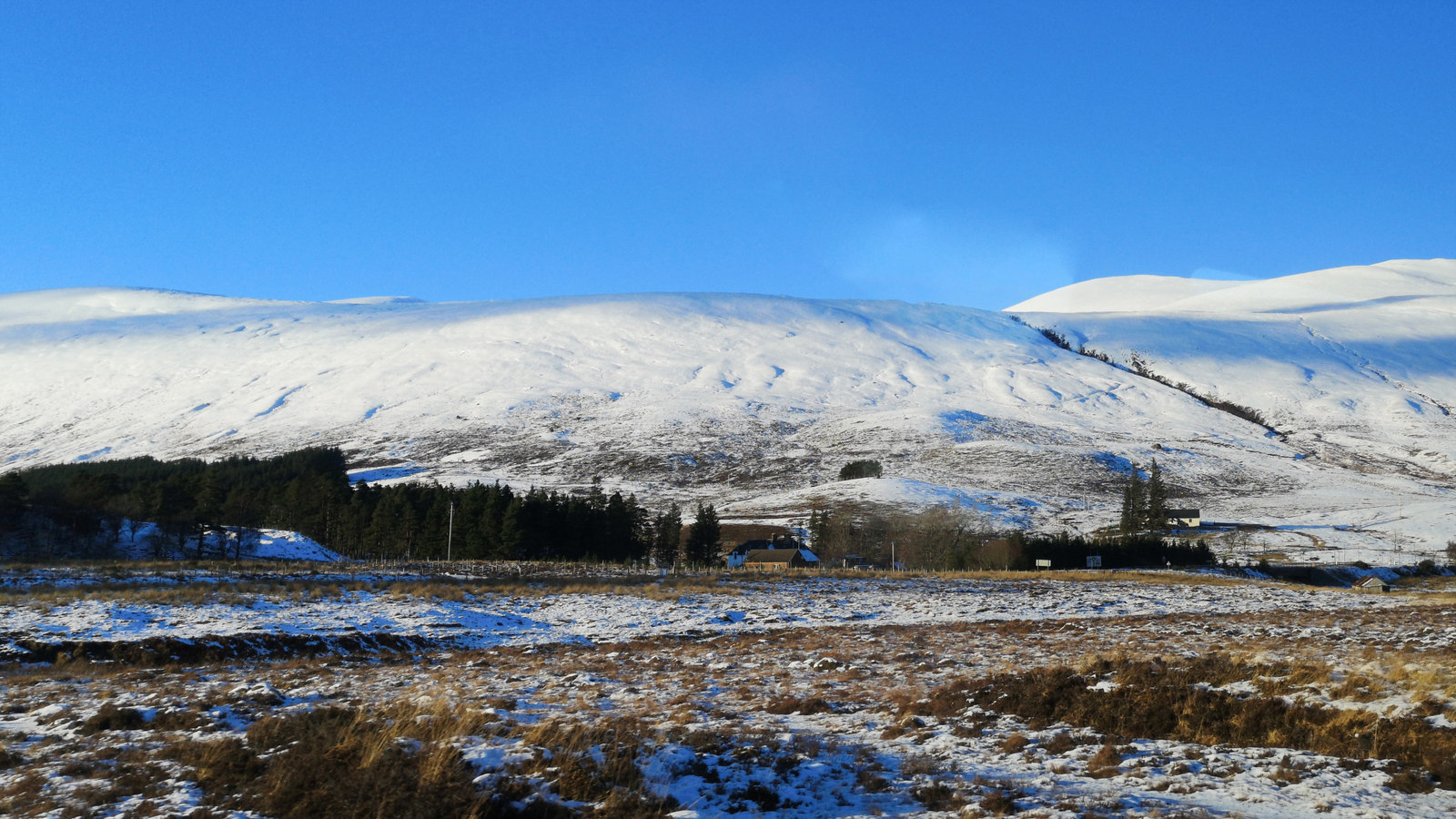
Landschap bij station Achnasheen